# دومنیکو والدی
دومنیکو والدی (ایتالیایی: Domenico Gualdi؛ زادهٔ ۳۰ آوریل ۱۹۷۴) دوچرخه‌سوار اهل ایتالیا است.